# Bodyrox
Bodyrox é uma dupla de DJs ingleses de house music, composta por Jon Pearn e Nick Bridges. Pearn é também parte da dupla house chamada Full Intention.
O primeiro single da dupla foi Yeah Yeah (2006, com participação de Luciana Caporaso), sucesso desfrutado com níveis altos em clubes e boates, rádios e canais de música na TV[carece de fontes?]. Foi descrito como uma das maiores melodias em Miami[carece de fontes?], alcançou 2º lugar no Reino Unido e ficou entre as primeiras 40 nos Países Baixos e na Finlândia[carece de fontes?].
Seu sucesso veio da remixagem feita por D. Ramírez.

## Discografia

### Álbuns
- 2007: Generationext
- 2011: Bow Wow Wow

### Singles
- 2006: Yeah Yeah
- 2008: What Planet U On - está na trilha sonora do videogame FIFA 08.
- 2008: Hope U Know
- 2009: Brave New World
- 2010: Shut Your Mouth